# Fernando Rubió i Tudurí
Fernando Rubió i Tudurí (Barcelona, 18 d'octubre de 1900 - Maó, 26 d'abril de 1994) fou un farmacèutic i químic català, fill de l'enginyer militar Marià Rubió i Bellver i germà de l'arquitecte Nicolau Maria Rubió i Tudurí i del polític Marià Rubió i Tudurí.
Estudià farmàcia i química a la Universitat de Barcelona i entre el 1919 i el 1922 va ampliar estudis a l'Institut Pasteur de París, on va tenir de professor Albert Calmette. El 1924 fundà a Barcelona Laboratoris Andrómaco, de la que va fundar sucursals a Sud-amèrica i França, i amb els diners va comprar la finca de Mongofre Nou, seu actual de la Fundació Rubió i Tudurí - Andròmaco.
El 1946 va establir-se a Menorca, on el 1947 finança la restauració de l'orgue de l'Església de Santa Maria (Maó), i així comença una fructífera labor de mecenatges: creació dels Premis Menorca (1951-1960), la Capella Davídica de Ciutadella o l'Enciclopèdia de Menorca. Fou president d'Honor de l'Ateneu de Maó. El 1988 va rebre la Creu de Sant Jordi.